# Hoplopleura arizonensis
Hoplopleura arizonensis är en insektsart som beskrevs av Stojanovich och H. Douglas Pratt 1961. Hoplopleura arizonensis ingår i släktet Hoplopleura och familjen gnagarlöss. Inga underarter finns listade i Catalogue of Life.